# Garabandal, Dieu seul le sait
Pour plus de détails, voir Fiche technique et Distribution.
Garabandal, Dieu seul le sait est un récit historique réalisé par Brian Alexander Jackson, sorti en 2018.

## Synopsis
Le film suit le récit historique des apparitions de Garabandal en Cantabrie (Espagne).
En résumé : En 1961, dans le petit village de San Sebastián de Garabandal (situé dans le nord montagneux de l’Espagne, quatre jeunes filles affirment avoir eu l’apparition de l'archange Saint Michel. Quelques jours après, elles disent reçoivent la visite de Notre-Dame du Mont-Carmel. Les jeunes filles déclarent avoir eu ensuite plus de 2 000 rencontres avec la Vierge Marie jusqu'à la fin de l'année 1965. Le prêtre du village et le brigadier, se retrouvent subitement impliqués comme acteurs dans un évènement qui les dépasse, essayant de comprendre où est la vérité, et confrontés à une hiérarchie perplexe. Une foule de curieux, toujours plus nombreux vient au village pour « voir » et chercher des réponses,.

## Fiche technique
- Titre original : Garabandal, Dieu seul le sait
- Titre international espagnol : Garabandal, solo Dios lo sabe
- Réalisation : Brian Alexander Jackson
- Scénario : P. Jose Luis Saavedra
- Photographie : Kristian Philip Espejon
- Musique : Karen Mary Mc Mahon
- Producteur : MATER SPEI, A.I.E.
- Distribution : Saje distribution
- Pays d’origine :  Espagne
- Genre :  Récit historique
- Durée : 96 minutes
- Pays et dates de sortie :
  - Espagne : 2 février 2018
  - Usa : 1er février 2019
  - Irlande : 17 mai 2019
  - Hongrie : 20 octobre 2018
  - Equateur : 8 juin 2018
  - Mexique : 21 septembre 2018
  - Puerto Rico : 18 octobre 2018
  - Colombie : 31 janvier 2019
  - Uruguay : 27 août 2019
  - Guatemala, Honduras, El Salvador, Nicaragua, Costa Rica, Panamá et Curaçao : 7 février 2019
  - République Dominicaine : 28 février 2019
  - Argentine, Paraguay, Pérou : 9 mai 2020
  - Chili et Bolivie : 5 décembre 2019
  - Venezuela : 9 décembre 2019
  - Afrique du Sud : 30 novembre 2019
  - Croatie et Bosnie Herzégovine : 1er janvier 2020
  - France, Suisse et Belgique : 22 janvier 2020
  - Australie : 7 mars 2020
  - Singapour : 7 mars 2020

## Distribution
- SAJE Distribution. Il s'agit d'une maison de distribution dont le but est de rendre accessible au public francophone les films et téléfilms d'inspiration chrétienne, trésors d’hier, d'aujourd’hui et de demain[3].

## Nominations
Garabandal, Dieu seul le sait a reçu le deuxième prix au « XXXIV International Catholic Film And Multimedia Festival, KSF Niepokalana 2019 » parmi 74 films provenant de 12 pays.

## Anecdotes
- Le film a été réalisé en 28 jours, sans budget et uniquement avec des acteurs bénévoles[4],[5],[6].

## Acteurs connus
- Alberto Bárcena Pérez, ecclésiastique opposé aux apparitions.